# Nati nel 1927/Giugno
| Questa pagina contiene informazioni ricavate automaticamente dalle voci biografiche con l'ausilio del template Bio e di un bot. L'aggiornamento è periodico e automatico e ricostruisce completamente la pagina. Se manca una persona in questa lista, sei pregato di non aggiungerla, ma accertati piuttosto che la sua voce biografica contenga il template Bio e che i dati anagrafici siano correttamente compilati. Se il template Bio manca, inseriscilo tu stesso o, in alternativa, metti l'avviso {{tmp\|Bio}} che ne segnala la mancanza. Se i dati riportati sono sbagliati, correggi direttamente la voce biografica; le modifiche saranno visibili in questa lista entro pochi giorni. Per chiarimenti vedi il progetto biografie. La lista contiene solo le 172 persone che sono citate nell'enciclopedia e per le quali è stato implementato correttamente il template Bio. Pagina aggiornata al 10 giu 2025. |

- 1º giugno - Rubens Fadini, calciatore italiano († 1949)
- 1º giugno - Pasquale Lops, politico italiano († 1998)
- 1º giugno - Willem Scholten, politico olandese († 2005)
- 2 giugno - Roberto Abbondanza, politico e storico italiano († 2009)
- 2 giugno - Dominique Blanchar, attrice francese († 2018)
- 2 giugno - Umberto Boniardi, ex calciatore italiano
- 2 giugno - Robert Louis Dressler, botanico statunitense († 2019)
- 2 giugno - Gilles Dubé, hockeista su ghiaccio e allenatore di hockey su ghiaccio canadese († 2016)
- 2 giugno - Thomas Hill, attore e regista statunitense († 2009)
- 3 giugno - Ezio Foppa Pedretti, imprenditore e dirigente d'azienda italiano († 2010)
- 3 giugno - Ipojucan, calciatore brasiliano († 1978)
- 3 giugno - Eliseo Mouriño, calciatore argentino († 1961)
- 3 giugno - Renato Pilade, politico italiano († 2017)
- 3 giugno - Boots Randolph, sassofonista e compositore statunitense († 2007)
- 3 giugno - Francesco Rebecchini, avvocato e politico italiano († 1988)
- 4 giugno - Torben Brostrøm, scrittore e critico letterario danese († 2020)
- 4 giugno - Henning Carlsen, regista e sceneggiatore danese († 2014)
- 4 giugno - Ken Clark, attore statunitense († 2009)
- 4 giugno - Giordano Frosini, teologo, scrittore e giornalista italiano († 2019)
- 4 giugno - Nene Martelli, pittrice italiana
- 4 giugno - Geoffrey Palmer, attore britannico († 2020)
- 4 giugno - Jiří Pešek, allenatore di calcio e calciatore cecoslovacco († 2011)
- 5 giugno - Dan Ekner, calciatore svedese († 1975)
- 5 giugno - Fernando Guillamón, calciatore e allenatore di calcio spagnolo († 1987)
- 5 giugno - Bob Lochmueller, cestista e allenatore di pallacanestro statunitense († 2020)
- 5 giugno - Emilio Tadini, pittore, scrittore e poeta italiano († 2002)
- 5 giugno - Otto Wolf, ceco († 1945)
- 6 giugno - Eddie Cano, compositore e pianista statunitense († 1988)
- 6 giugno - Cal Christensen, cestista statunitense († 2011)
- 6 giugno - Gian Maria Gazzaniga, giornalista italiano († 2009)
- 6 giugno - Ernst Insam, pittore e grafico austriaco († 2014)
- 6 giugno - Pavel Machonin, sociologo cecoslovacco († 2008)
- 6 giugno - Sergio Ricossa, economista italiano († 2016)
- 6 giugno - Gianbattista Servidati, calciatore italiano
- 6 giugno - Ralph Wetton, calciatore inglese († 2017)
- 6 giugno - Xi Zezong, astronomo cinese († 2008)
- 7 giugno - Enzo Bettiza, giornalista, scrittore e politico italiano († 2017)
- 7 giugno - Hans Hagen, calciatore svizzero († 1993)
- 7 giugno - Dell Hymes, antropologo statunitense († 2009)
- 7 giugno - Ian McColl, allenatore di calcio e calciatore scozzese († 2008)
- 7 giugno - Paul Salamunovich, direttore di coro e docente statunitense († 2014)
- 7 giugno - Charles de Tornaco, pilota di Formula 1 belga († 1953)
- 8 giugno - Giorgio Balmas, politico italiano († 2006)
- 8 giugno - Pavel Charin, canoista sovietico († 2023)
- 8 giugno - Giuliano Grizi, magistrato italiano († 2014)
- 8 giugno - Michael Levey, storico dell'arte e docente inglese († 2006)
- 8 giugno - Luigi Luise, rugbista a 15, rugbista a 13 e allenatore di rugby a 15 italiano († 2014)
- 8 giugno - John Rosselli, scrittore e musicologo italiano († 2001)
- 8 giugno - Jerry Stiller, attore, comico e produttore televisivo statunitense († 2020)
- 9 giugno - Franco Donatoni, compositore italiano († 2000)
- 9 giugno - Andreas Däscher, saltatore con gli sci svizzero († 2023)
- 9 giugno - Jim Nolan, cestista statunitense († 1983)
- 10 giugno - Giovanni Bacciarello, calciatore italiano († 2007)
- 10 giugno - Hugo Budinger, hockeista su prato tedesco († 2017)
- 10 giugno - Luigi Geatti, calciatore italiano († 2017)
- 10 giugno - László Kubala, calciatore e allenatore di calcio ungherese († 2002)
- 10 giugno - Paul Marco, attore statunitense († 2006)
- 10 giugno - Bill McGarry, calciatore e allenatore di calcio inglese († 2005)
- 10 giugno - José Luis Merino, regista e sceneggiatore spagnolo († 2019)
- 10 giugno - Johnny Orr, cestista e allenatore di pallacanestro statunitense († 2013)
- 10 giugno - Eugene Parker, astronomo statunitense († 2022)
- 10 giugno - Alfredo Pazzaglia, politico e avvocato italiano († 1997)
- 10 giugno - Claudio Terni, cantante italiano († 2011)
- 11 giugno - Francisco Brennand, scultore e pittore brasiliano († 2019)
- 11 giugno - Raffaele Di Mario, attore italiano († 2008)
- 11 giugno - Beryl Grey, ballerina britannica († 2022)
- 11 giugno - Miguel Ignomiriello, allenatore di calcio argentino
- 11 giugno - Sonya Monosoff, violinista statunitense
- 11 giugno - Alfred Niepieklo, calciatore tedesco († 2014)
- 11 giugno - John William O'Malley, presbitero e storico statunitense († 2022)
- 12 giugno - Hans Erich Bogatzky, architetto tedesco († 2009)
- 12 giugno - Bill Cheesbourg, pilota automobilistico statunitense († 1995)
- 12 giugno - Yaroslav Horak, fumettista australiano († 2020)
- 12 giugno - Luciano Benjamín Menéndez, generale argentino († 2018)
- 12 giugno - Jo Mommers, calciatore olandese († 1989)
- 12 giugno - Hildegard Trabant, tedesca († 1964)
- 12 giugno - Ivo de Carneri, medico italiano († 1993)
- 13 giugno - Zbyněk Brynych, regista e sceneggiatore cecoslovacco († 1995)
- 13 giugno - Fatima Zohra del Marocco, principessa marocchina († 2003)
- 13 giugno - Klaus Höhne, attore e doppiatore tedesco († 2006)
- 13 giugno - Franco Maria Malfatti, politico e giornalista italiano († 1991)
- 13 giugno - Slim Dusty, cantautore australiano († 2003)
- 14 giugno - Dionisio Arce, allenatore di calcio e calciatore paraguaiano († 2000)
- 15 giugno - Ross Andru, fumettista statunitense († 1993)
- 15 giugno - Arturo Coste, pallanuotista messicano
- 15 giugno - Hasan Gemici, lottatore turco († 2001)
- 15 giugno - Salvatore Pirisi, pittore italiano († 1990)
- 15 giugno - Hugo Pratt, fumettista e scrittore italiano († 1995)
- 16 giugno - Giovanni Galloni, giurista e politico italiano († 2018)
- 16 giugno - Gaetano Graci, imprenditore italiano († 1996)
- 16 giugno - Charles Jarrott, regista e attore inglese († 2011)
- 16 giugno - Robert Kraft, astronomo statunitense († 2015)
- 16 giugno - Robin C. Matthews, economista e compositore di scacchi britannico († 2010)
- 16 giugno - Arrigo Padovan, ciclista su strada italiano († 2025)
- 16 giugno - Gianni Roghi, giornalista e fotografo italiano († 1967)
- 16 giugno - Ariano Suassuna, drammaturgo, poeta e scrittore brasiliano († 2014)
- 16 giugno - Lino Venturi, politico italiano († 1986)
- 17 giugno - Martin Böttcher, compositore, direttore d'orchestra e arrangiatore tedesco († 2019)
- 17 giugno - Franco Concas, politico italiano († 2009)
- 17 giugno - Lucio Fulci, regista, sceneggiatore e attore italiano († 1996)
- 17 giugno - Austin Murphy, politico statunitense († 2024)
- 17 giugno - Sahana Pradhan, politica e diplomatica nepalese († 2014)
- 17 giugno - Ron Turner, pallanuotista britannico († 2007)
- 17 giugno - Wally Wood, fumettista, disegnatore e editore statunitense († 1981)
- 17 giugno - Marino Zardini, bobbista italiano († 2010)
- 18 giugno - Suzanne Baron, montatrice francese († 1995)
- 18 giugno - Eva Bartok, attrice ungherese († 1998)
- 18 giugno - Antonio Carbonaro, sociologo italiano († 1998)
- 19 giugno - John Glenn Beall Jr., politico statunitense († 2006)
- 19 giugno - Henry Spira, attivista statunitense († 1998)
- 20 giugno - Meyer Arnvid, musicista e trombettista danese († 2007)
- 20 giugno - Simin Behbahāni, poetessa iraniana († 2014)
- 20 giugno - William Ashley Bradfield, ingegnere e astronomo neozelandese († 2014)
- 20 giugno - Lino Del Fra, regista e sceneggiatore italiano († 1997)
- 20 giugno - Jerry Fowler, cestista statunitense († 2008)
- 20 giugno - Josef Posipal, calciatore romeno († 1997)
- 20 giugno - Gordon St. Angelo, politico statunitense († 2011)
- 21 giugno - Vasco Puccioni, calciatore italiano († 2004)
- 21 giugno - Mino Roli, sceneggiatore e regista italiano
- 22 giugno - Alice Vollenweider, scrittrice e traduttrice svizzera († 2011)
- 23 giugno - Leonid Bogdanov, schermidore sovietico († 2021)
- 23 giugno - Bob Fosse, coreografo, ballerino e regista statunitense († 1987)
- 23 giugno - Herbert MacKay-Fraser, pilota automobilistico statunitense († 1957)
- 23 giugno - Hassan Rahnavardi, sollevatore iraniano († 2023)
- 24 giugno - James B. Edwards, politico statunitense († 2014)
- 24 giugno - Ladislav Jirasek, calciatore tedesco († 1977)
- 24 giugno - Martin Lewis Perl, fisico statunitense († 2014)
- 24 giugno - Rodolfo Tambroni Armaroli, politico italiano († 1996)
- 24 giugno - Alfons Van Brandt, calciatore belga († 2011)
- 24 giugno - Osvaldo Zubeldía, allenatore di calcio e calciatore argentino († 1982)
- 25 giugno - Gerald Freedman, regista teatrale, paroliere e librettista statunitense († 2020)
- 25 giugno - Nora McDermott, cestista, allenatrice di pallacanestro e pallavolista canadese († 2013)
- 25 giugno - Antal Róka, marciatore ungherese († 1970)
- 25 giugno - Arnold Wolfendale, astronomo britannico († 2020)
- 26 giugno - Ludovico Corrao, politico e avvocato italiano († 2011)
- 26 giugno - Léon Deladerrière, calciatore e allenatore di calcio francese († 2013)
- 26 giugno - Wladimiro Dorigo, storico e politico italiano († 2006)
- 26 giugno - Roland Lesaffre, attore francese († 2009)
- 26 giugno - Jim Lewis, calciatore inglese († 2011)
- 26 giugno - Vladimir Jakovlevič Motyl', regista sovietico († 2010)
- 26 giugno - Dimităr Popov, giurista e politico bulgaro († 2015)
- 26 giugno - Jerry Schatzberg, regista e fotografo statunitense
- 26 giugno - Ol'gerd Voroncov, regista sovietico († 2016)
- 27 giugno - John Barber, ex cestista statunitense
- 27 giugno - Andrea Boscione, giornalista italiano († 1983)
- 27 giugno - Carlo Enzo, biblista e filosofo italiano († 2019)
- 27 giugno - Guido Ianni, politico italiano († 1997)
- 27 giugno - Jindřich Kinský, cestista cecoslovacco († 2008)
- 27 giugno - Erika Simon, archeologa tedesca († 2019)
- 27 giugno - Cino Tortorella, conduttore televisivo, autore televisivo e regista televisivo italiano († 2017)
- 28 giugno - Aurelio Del Rio, ciclista su strada italiano († 2006)
- 28 giugno - Frank Sherwood Rowland, chimico statunitense († 2012)
- 28 giugno - Stefan Sonderegger, storico, linguista e militare svizzero († 2017)
- 28 giugno - Hedvig Szabó, ex cestista ungherese
- 28 giugno - Boris Šilkov, pattinatore di velocità su ghiaccio sovietico († 2015)
- 29 giugno - Jake Bornheimer, cestista statunitense († 1986)
- 29 giugno - Pietro De Santis, calciatore italiano († 2009)
- 29 giugno - Piero Dorazio, pittore italiano († 2005)
- 29 giugno - Livio Isotti, ciclista su strada italiano († 1999)
- 29 giugno - Raymond Massol, pallanuotista francese († 2010)
- 29 giugno - Pat McGeer, cestista, fisico e neuroscienziato canadese († 2022)
- 29 giugno - Gian Pietro Rossi, politico e imprenditore italiano († 2019)
- 30 giugno - Sleim Ammar, scrittore, psichiatra e saggista tunisino († 1999)
- 30 giugno - Shirley Fry, tennista statunitense († 2021)
- 30 giugno - James Goldman, drammaturgo, sceneggiatore e librettista statunitense († 1998)
- 30 giugno - Mario Lanfranchi, regista, sceneggiatore e collezionista d'arte italiano († 2022)
- 30 giugno - Frank McCabe, cestista statunitense († 2021)
- 30 giugno - Pat McCormick, attore e comico statunitense († 2005)
- 30 giugno - Walter Morel, calciatore uruguaiano
- 30 giugno - Plinio Petrozzi, calciatore italiano († 1966)
- 30 giugno - Joe Skeen, politico statunitense († 2003)
- 30 giugno - Gian Berto Vanni, pittore italiano († 2017)